# Talentless Nana
Talentless Nana (無能なナナ Munō na Nana) ist eine Mangaserie von Looseboy mit Zeichnungen von Iori Furuya, die seit 2016 erscheint. Es ist in den Genres Psychological Thriller, Horror und Suspense zu verorten. Der Manga inspirierte eine Anime-Fernsehserie, die unter der Regie von Shinji Ishihara im Animationsstudio Bridge entstand, und seit Oktober 2020 im japanischen Fernsehen gezeigt wird.
Die Geschichte dreht sich um die Auftragsmörderin Nana Hiiragi, die als Oberschülerin getarnt in eine auf einer entlegenen Insel isolierten Schule voller Jugendlicher mit übernatürlichen Fähigkeiten eingeschleust wird, mit dem Ziel diese umzubringen.

## Handlung
In einer nahegelegenen Zukunft erscheinen Monster mit übersinnlichen Fähigkeiten, die fortan als „Feinde der Menschheit“ bekannt sind, und mit ihnen erscheinen auch Kinder, die ebenfalls derartige Fähigkeiten entwickeln und als „Talentierte“ bezeichnet werden. Um gegen die Feinde der Menschheit zu kämpfen, werden alle Talentierten auf eine weit entlegene, einsame Insel gebracht, um dort die Fähigkeiten dieser Kinder und Jugendlichen zu trainieren.
Eines Tages wird Nana Hiiragi als Schülerin auf die Insel geschickt. Mit ihrer offenen und freundlichen Persönlichkeit findet sie in ihrer neuen Klasse schnell Freunde. In Wahrheit ist sie allerdings eine Auftragsmörderin, die von der Regierung mit der Aufgabe bedacht wurde, ihre Klassenkameraden zu töten. Als die ersten mysteriösen Ereignisse auf der Insel geschehen, verdächtigt niemand die neue Mitschülerin der Taten. Allerdings gerät sie bei ihren Attentaten in lebensgefährliche Situationen. Kyōya Onodera, ein mysteriöser Schüler, der am gleichen Tag wie Nana auf die Insel geschickt wird, beginnt Nachforschungen zu betreiben und kommt so auch Nanas wahrer Identität auf die Schliche, nicht zuletzt, da sie an jedem Tatort aufgefunden wird. Onoderas ursprünglicher Beweggrund ist, Hinweise auf den Verbleib seiner jüngeren Schwester, die fünf Jahre zuvor auf die Insel gebracht wurde und seitdem vermisst wird, zu finden.

## Charaktere
Nana Hiiragi (柊 ナナ, Hiiragi Nana)
Nana ist die Hauptfigur der Mangaserie und die neueste Schülerin, die auf die Insel geschickt wurde. Sie behauptet, dass ihr Talent, das Lesen von Gedanken anderer Menschen sei. Zudem besitzt sie einen sehr leutseligen und extrovertierten Charakter, wodurch sie schnell Freunde findet. In Wirklichkeit ist Nana allerdings eine Auftragsmörderin ohne Talent, die von der Regierung entsandt wurde, um ihre Mitschüler zu ermorden. Sie ist äußerst geschickt, intelligent, wachsam und nutzt deduktives Denken sowie ihre vorgetäuschte Persönlichkeit um Verdächtigungen gegen sie abzulenken und ihre Fassade der freundlichen Mitschülerin aufrechtzuerhalten.
Nanao Nakajima (中島 ナナオ, Nakajima Nanao)
Nanao ist ein schüchterner Junge aus einer reichen Familie. Da sein Vater von ihm erwartet, überall wo er sich befindet, der Anführer sein zu müssen, fühlt sich Nanao von diesen unter Druck gesetzt. Anfangs wird er als talentloser Schüler betrachtet und von seinen männlichen Mitschülern gemobbt. Tatsächlich besitzt Nanao die Fähigkeit, die Fähigkeiten anderer Talentierter zu neutralisieren.
Kyōya Onodera (小野寺 キョウヤ, Onodera Kyōya)
Kyōya ist ein mysteriöser Mitschüler, der am selben Tag wie Nana an die Schule auf der Insel gewechselt ist und die Fähigkeit der Unsterblichkeit besitzt. Obwohl er ein überhebliches Auftreten an den Tag legt und es vorzieht, die Gruppe zu meiden, wünscht er sich Freunde zu finden. Außerdem ist er ein Otaku. Wie Nana besitzt auch Kyōya eine schnelle Auffassungsgabe und ist äußerst wachsam. Er beginnt sie zu verdächtigen, in dem Verschwinden mehrere Mitschüler involviert zu sein, recherchiert nach der Wahrheit hinter den „Feinden der Menschheit“ und sucht nach Hinweisen über den Verbleib seiner jüngeren Schwester, die fünf Jahre zuvor auf die Insel gebracht wurde und seitdem verschollen ist.
Michiru Inukai (犬飼 ミチル, Inukai Michiru)
Michiru ist ein Mitschülerin von Nana und hat einen liebevollen und naiven Charakter, weswegen Nana sie als „Hündchen“ betrachtet. Sie hat die Fähigkeit körperliche Wunden zu heilen, indem sie diese ableckt. Allerdings kann sie keine Krankheiten heilen. Ein weiterer Nachteil ihrer Fähigkeit ist, dass der Einsatz ihre Lebensspanne verkürzt. Aufgrund ihrer naiven Art vertraut sie Nana von ganzem Herzen.
Yōhei Shibusawa (渋沢 ヨウヘイ, Shibusawa Yōhei)
Yōhei ist ein arroganter und perfektionistischer Schüler, der einen großen Wert auf Anstand legt und davon träumt, seine Fähigkeit zukünftig nutzen zu können, um die Geschichte zu verändern. Seine Fähigkeit ist die Zeitreise: Er kann bis zu 24 Stunden in die Vergangenheit reisen. Die Nachteile seiner Fähigkeit sind, dass er von nicht von anderen Personen in der Vergangenheit wahrgenommen werden darf und jede Zeitreise eine große Kraftanstrengung bedeutet.
Moguo Iijima (飯島 モグオ, Iijima Moguo)
Moguo ist der Tyrann der Klasse mit der Fähigkeit der Pyrokinese. Obwohl er lautstarke, aggressive und egozentrische Charakterzüge aufweist, sorgt er sich um seine Handlanger und die Personen, die ihm wichtig erscheinen.
Rentarō Tsurumigawa (鶴見川 レンタロウ, Tsurumigawa Rentarō)
Einer von Moguos Handlangern mit der Fähigkeit, außerkörperliche Erfahrungen zu machen, indem er seinen Geist von seinem Körper löst. In diesem Zustand kann er mit aller Art von Objekten interagieren. Der Nachteil seiner Fähigkeit ist, dass sein Körper in diesem Zustand schutzlos ist.
Seiya Kori (郡 セイヤ, Kori Seiya)
Seiya ist der Mädchenschwarm in der Klassengemeinschaft und kann Wasser gefrieren lassen. Er und Moguo sind Rivalen und tragen des Öfteren hitzige Kämpfe untereinander aus.
Kirara Habu (羽生 キララ, Habu Kirara)
Kirara ist eine Gyaru und hat Gefallen daran, ihre Mitschülerin Michiru zu mobben. Ihre beste Freundin ist Kaori Takanashi. Durch ihre Fähigkeit ist sie in der Lage, giftigen Speichel zu produzieren. Allerdings muss sie dafür in regelmäßigen Abständen giftige Frösche und Schlangen verzehren um diese Fähigkeit aufrechterhalten zu können.
Kaori Takanashi (高梨 カオリ, Takanashi Kaori)
Kaori ist Kiraras beste Freundin und beteiligt sich ebenfalls Habus Mobbingattacken gegen Michiru. Ihre Fähigkeit ist die Teleportation, wobei der Radius begrenzt ist.
Tsunekichi Hatadaira (葉多平 ツネキチ, Hatadaira Tsunekichi)
Tsunekichi ist ein fauler und perverser Schüler mit der Fähigkeit, die Zukunft auf Bildern festhalten zu können, während dieser schläft. Allerdings kann seine Fähigkeit lediglich fünf Vorhersagen am Tag erzeugen. Er ist der festen Überzeugung, dass sich die auf den Bildern dargestellten zukünftigen Ereignisse nicht ändern lassen.
Yūka Sasaki (佐々木 ユウカ, Sasaki Yūka)
Yūka ist ein auf den ersten Blick freundlich und burschikos wirkendes Mädchen, das behauptet, seine Fähigkeit sei es, eine übermenschliche Stärke zu besitzen. Sie ist die Kindheitsfreundin von Shinji Kazama, der ebenfalls auf der Insel lebt. In Wahrheit ist sie eine psychopathische Stalkerin, die Shinji tagtäglich beobachtet. Sie ist schuld an einem Großbrand, bei der ihr Kindheitsfreund erstickt ist. Ihr wahres Talent ist die Totenbeschwörung.
Shinji Kazama (風間 シンジ, Kazama Shinji)
Shinji ist ein blasser Junge mit schroffem Charakter, der augenscheinlich die Fähigkeit der Totenbeschwörung besitzt. In Wahrheit ist er bereits verstorben und lebt als Zombie dank Yūkas Fähigkeit weiter.
Ryūji Ishii (石井 リュウジ, Ishii Ryūji)
Ryūji ist ein freundlicher und deswegen beliebter Schüler. Er ist der Freund von Fūko Sorano.
Fūko Sorano (空野 フウコ, Sorano Fūko)
Fūko ist ein sanftmütiges Mädchen und Ryūjis Freundin. Sie hat die Fähigkeit der Aerokinese. So kann sie die Luftströme und den Luftdruck manipulieren und diese beispielsweise als Klinge verwenden. Allerdings kann sie ihre Fähigkeit nur in gut belüfteten Gegenden anwenden.
Klassenlehrer (担任教師, Tannin Kyōshi)
Er ist der Klassenlehrer der Talentierten. Er ist sich nicht bewusst, dass die Regierung die Tötung der Schüler in Auftrag gegeben hat.
Jin Tachibana (橘 ジン, Tachibana Jin)
Jin ist ein sehr starker Talentierter und ein ehemaliger Schüler, der nach wie vor auf der Insel lebt. Sein Talent erlaubt es ihn, die Gestalt eines jeden Lebewesens anzunehmen und sich dessen Fähigkeiten zu eigen zu machen.

## Veröffentlichungen

### Manga
Looseboy startete die Manga-Reihe mit Zeichnungen von Iori Furuya am 12. Mai 2016 im Gekkan Shōnen Gangan des japanischen Verlegers Square Enix. Bis zum 20. Oktober 2020 wurden sieben Bände im Tankōbon-Format veröffentlicht. Crunchyroll sicherte sich die Lizenz an dem Manga und veröffentlicht diesen auf digitaler Basis in englischer Sprache im Simulpub.

### Anime-Fernsehserie
Am 7. April 2020 wurde die Produktion einer Anime-Fernsehserie basierend auf die Mangaserie von Looseboy angekündigt. Die Serie entsteht unter der Regie von Shinji Ishihira im Animationsstudio Bridge, wobei das Drehbuch von Fumihiko Shimo geschrieben wird. Satohiko Sano zeichnet für das Charakterdesign verantwortlich, während Yashuharu Takanashi die Musik, welche in den einzelnen Episoden zu hören ist, komponiert.
Broken Sky, das Lied im Vorspann der Serie, wird von Miyu Tomita gesungen während Chiai Fujikawa mit Bakemono to Yobarete (jp.: Bekannt als Monster) das Stück im Abspann interpretiert. Die erste Episode, der ersten Staffel, wurde am 4. Oktober 2020 auf Tokyo MX, AT-X, Sun Television und Aichi Television Broadcasting gezeigt und endete mit der 13. Folge am 27. Dezember 2020.
In Südostasien und Südasien hat sich Muse Communications die Rechte an der Ausstrahlung gesichert, während Funimation die Serie für Nordamerika und dem Vereinigten Königreich lizenzieren konnte. In Deutschland sicherte sich KSM Anime die Lizenz an der Serie und zeigt diese auf dem Amazon-Kanal aniverse.

## Synchronisation
| Rolle                | Japanische Stimme (Seiyū) | Deutsche Stimme              |
| -------------------- | ------------------------- | ---------------------------- |
| Nana Hiiragi         | Rumi Ōkubo                | Samina König                 |
| Nanao Nakajima       | Hiro Shimono              | Philip Süß                   |
| Kyōya Onodera        | Yūichi Nakamura           | Yannik Raiss                 |
| Michiru Inukai       | Mai Nakahara              | Moira May                    |
| Yōhei Shibusawa      | Toshiki Masuda            | Toni Michael Sattler         |
| Moguo Iijima         | Takuya Nakashima          | David Schulze                |
| Seiya Kori           | Hiromichi Tezuka          | Louis Friedemann Thiele      |
| Kirara Habu          | Yukina Tsutsumi           | Mayke Dähn                   |
| Kaori Takanashi      | Yurie Kozakai             | Poetine Alija                |
| Tsunekichi Hatadaira | Atsushi Tamaru            | Dennis Saemann               |
| Yūka Sasaki          | Miyu Tomita               | Eleni Möller-Architektonidou |
| Shinji Kazama        | Aiko Ninomiya             | Esther Brandt                |
| Fūko Sorano          | Yūna Kamakura             | Nicole Hise                  |
| Klassenlehrer        | Atsushi Kōsaka            | Ben Steinhoff                |
| Jin Tachibana        | Kōji Yusa                 | Arne Stephan                 |